# Stadium Municipal
Stadium Municipal je višenamjenski stadion u Toulouseu u Francuskoj. Najveći je stadion u gradu i sedmi najveći u zemlji. Najčešće se koristi za nogometne utakmice lokalnog kluba Toulouse FC i za ragbijske utakmice kluba Stade Toulousain u Heineken kupu ili u Top 14. Povremeno se na stadionu igraju testni susreti Francuske ragbijske reprezentacije. Nalazi se na otočiću Ramier u blizini centra Toulousea. Stadion je isključivo nogometni i ragbijski, bez atletske trake oko terena. Može primiti do 35 472 gledatelja.
Stadion je sagrađen 1937. za potrebe Svjetskog nogometnog prvenstva 1938. te je od tada dva puta opsežno renoviran, 1949. i 1997. Šest utakmica Svjetskog prvenstva u nogometu 1998. igrano je na Stadium Municipalu.
Stadion je također korišten za portebe Svjetskog ragbijskog kupa 2007. 13. studenog 2009., stadion je ponovo bio poprište međunarodnog ragbija zbog tradicionalnog prijateljskog susreta između Francuske i Južnoafričke Republike. U tom je trenutku Južna Afrika vodila u seriji s 20 pobjeda naprema 10, uz 6 izjednačenih rezultata.
Stadium Municipal odabran je kao jedan od 10 stadiona domaćina Europskog prvenstva u nogometu 2016.

## Značajne utakmice

### Svjetsko prvenstvo u nogometu 1998.
Kao jedan od deset stadiona Svjetskog prvenstva 1998., Stadium Municipal ugostio je sljedeće susrete:
| Datum            | Momčad #1  | Rez. | Momčad #2      | Runda         |
| ---------------- | ---------- | ---- | -------------- | ------------- |
| 11. lipnja 1998. | Kamerun    | 1:1  | Austrija       | Skupina B     |
| 14. lipnja 1998. | Argentina  | 1:0  | Japan          | Skupina H     |
| 18. lipnja 1998. | JAR        | 1:1  | Danska         | Skupina C     |
| 22. lipnja 1998. | Rumunjska  | 2:1  | Engleska       | Skupina G     |
| 24. lipnja 1998. | Nigerija   | 1:3  | Paragvaj       | Skupina D     |
| 29. lipnja 1998. | Nizozemska | 2:1  | SR Jugoslavija | Osmina finala |

### Svjetski kup u ragbiju 1999.
Iako je domaćin Svjetskog ragbijskog kupa 1998. bio Wales, stadioni iz države prvenstva pet nacija ugostili su neke susrete prvenstva, uključujući i Stadium Municipal.
| Datum               | Momčad #1 | Rez.  | Momčad #2 | Runda     |
| ------------------- | --------- | ----- | --------- | --------- |
| 14. listopada 1999. | Kanada    | 72:11 | Namibija  | Skupina C |
| 16. listopada 1999. | Francuska | 28:19 | Fidži     | Skupina C |

### Svjetski kup u ragbiju 2007.
Kao jedan od gradova domaćina Svjetskog ragbijskog kupa 2007., stadion je ugostio sljedeće susrete:
| Datum               | Momčad #1 | Rez.  | Momčad #2   | Runda     |
| ------------------- | --------- | ----- | ----------- | --------- |
| 12. rujna 2007.     | Fidži     | 35:31 | Japan       | Skupina B |
| 16. rujna 2007.     | Francuska | 87:10 | Namibija    | Skupina D |
| 25. listopada 2007. | Rumunjska | 14:10 | Portugal    | Skupina C |
| 29. listopada 2007. | Rumunjska | 8:85  | Novi Zeland | Skupina C |

### Europsko prvenstvo u nogometu 2016.
Za nadolazeći UEFA Euro 2016, stadion će biti domaćin sljedećih susreta:
| Datum            | Vrijeme (CET) | Momčad #1           | Rez. | Momčad #2              | Runda         | Gledanost |
| ---------------- | ------------- | ------------------- | ---- | ---------------------- | ------------- | --------- |
| 13. lipnja 2016. | 15:00         | Španjolska          | 1-0  | Češka                  | Skupina D     | 29.400    |
| 17. lipnja 2016. | 15:00         | Italija             | 1-0  | Švedska                | Skupina E     | 30.000    |
| 20. lipnja 2016. | 21:00         | Rusija              | –    | Wales                  | Skupina B     |           |
| 26. lipnja 2016. | 21:00         | Pobjednik skupine F | –    | Drugo mjesto skupine E | Osmina finala |           |

## Vanjske poveznice
- Informacije o stadionu  Arhivirana inačica izvorne stranice od 17. veljače 2016. (Wayback Machine) na službenim stranicama Toulouse FC (fr.)